# Vetenskapsåret 1875

## Händelser
- 20 maj - Meterkonventionen antas, Paris, Allmänna konferensen för mått och vikt (CGPM, Conférence générale des poids et mesures). 1 meter = 1/10 000 000 av avståndet från nordpolen till ekvatorn. (1 meridiankvadrant.)
- Okänt datum
  - Alfred Nobel uppfinner spränggelatin.
  - Franz Reuleaux publicerar Theoretische Kinematik och lägger grunden till kinematiken, läran om maskiner i rörelse.

## Pristagare
- Copleymedaljen: August Wilhelm von Hofmann, tysk kemist.
- Wollastonmedaljen för geologi: Laurent-Guillaume de Koninck, belgisk paleontolog och kemist. [1]

## Födda
- 4 februari – Ludwig Prandtl (död 1953), tysk fysiker.
- 28 juni – Henri Lebesgue (död 1941), fransk matematiker.
- 3 september – Ferdinand Porsche (död 1951), österrikisk-tysk bilkonstruktör.
- 23 oktober – Gilbert Newton Lewis (död 1946), amerikansk kemist, den förste att framställa tungt vatten (1933).

## Avlidna
- 28 februari - Charles Lyell (född 1797), brittisk geolog och jurist.
- 15 april – Anton Schrötter von Kristelli (född 1802), österrikisk kemist och mineralog.
- 19 oktober - Charles Wheatstone (född 1802), brittisk uppfinnare.

### Fotnoter
1. ↑  ”Geological Society”. Arkiverad från originalet den 5 juni 2011. https://web.archive.org/web/20110605102217/http://www.geolsoc.org.uk/gsl/society/history/page750.html. Läst 13 april 2011.